# Crucifijo de Brunelleschi

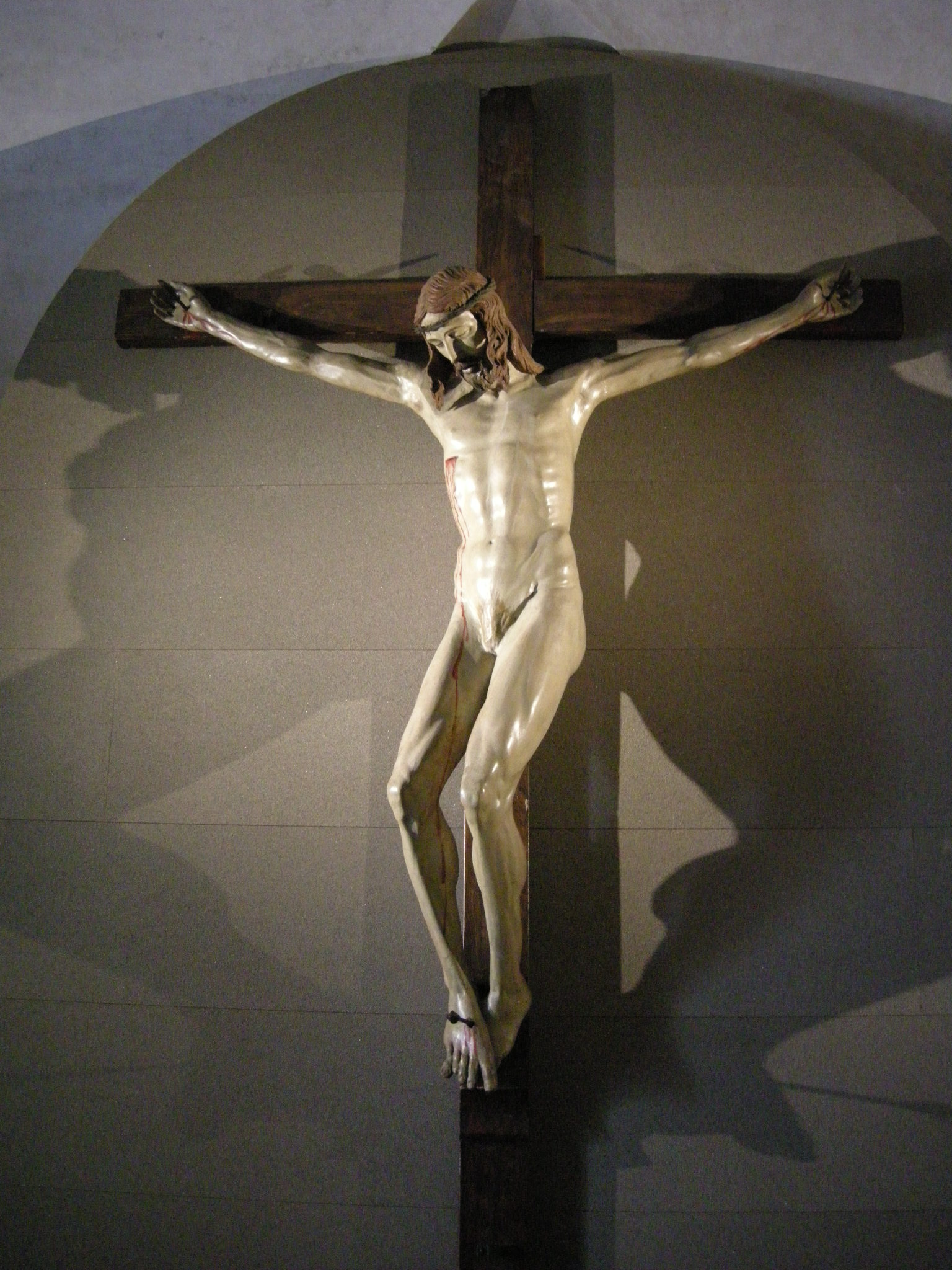

Crucifijo de Brunelleschi o de la capilla Gondi son denominaciones de una talla en madera policromada, la única que se atribuye a Filippo Brunelleschi, conservada en la capilla Gondi (cappella Gondi) de Santa Maria Novella en Florencia, datable entre 1410-1415. Sus medidas son 170x170 cm.

## Historia
Giorgio Vasari recoge que esta obra fue esculpida en respuesta al también florentino crucifijo de Santa Croce, de Donatello, que Brunelleschi había criticado por su exasperado naturalismo, diciendo que había representado a un contadino ("campesino"). Desafiado por su amigo Donatello a superarlo, Brunelleschi realizó su propia versión del Crucificado, a la vista de la cual Donatello se maravilló tanto que dejó caer los huevos que llevaba en el regazo.

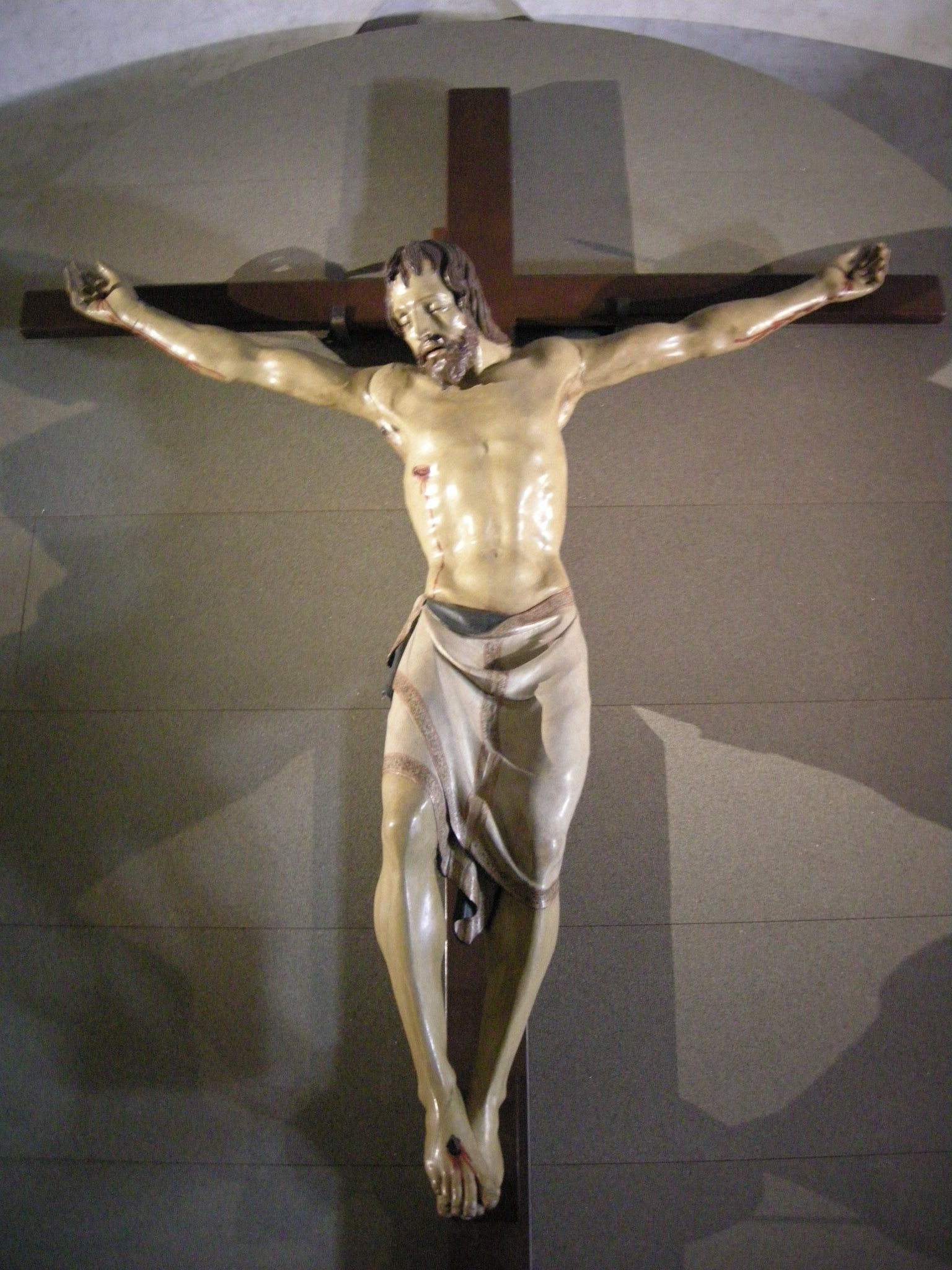
Crucifijo de Donatello.
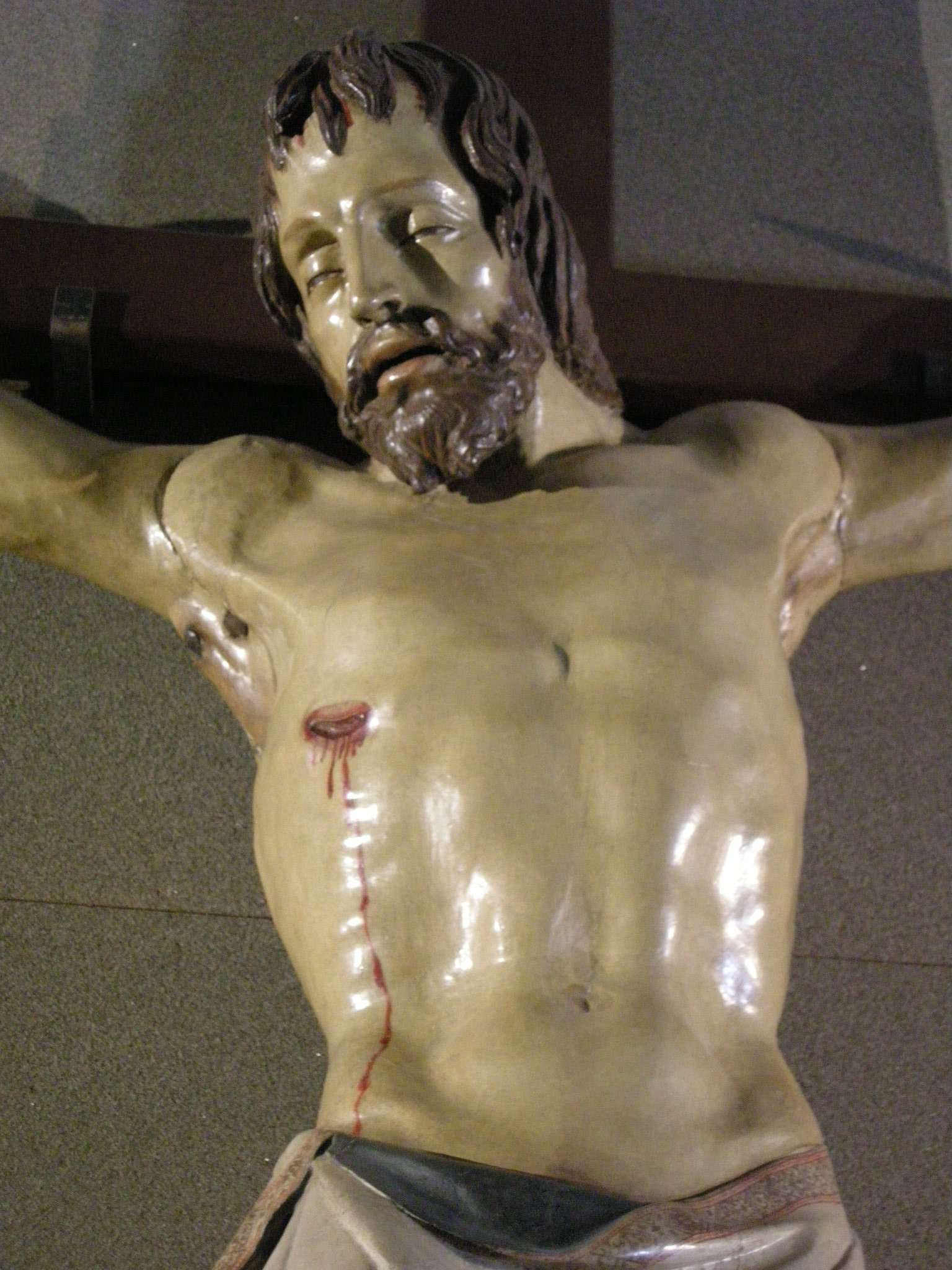
Crucifijo de Donatello, detalle.

Sea o no verídica esta anécdota recogida por Vasari, lo cierto es que Brunelleschi realizó su crucifijo sin un encargo previo. La talla permaneció en su casa o taller (Officina) hasta un año antes de su muerte, cuando decidió donarlo a los frailes dominicos de Santa Maria Novella. Estos la emplazaron en el pilar tras la capilla de Filippo Strozzi y la capilla Bardi (donde todavía son visibles los clavos que la fijaron), para posteriormente ser trasladado a la capilla Gondi (en 1572).

## Descripción y estilo
Aunque el relato no fuera verosímil, dada distancia temporal documentada entre las dos obras (entre dos y nueve años); en todo caso la obra de Brunelleschi se configura de manera completamente distinta a causa de la composición y de su solenne gravitas. 
Brunelleschi reelabora el modelo del Cristo doblado (piegato) sobre la cruz que Giotto realizó en el Crucifijo de Santa Maria Novella (una croce sagomata).

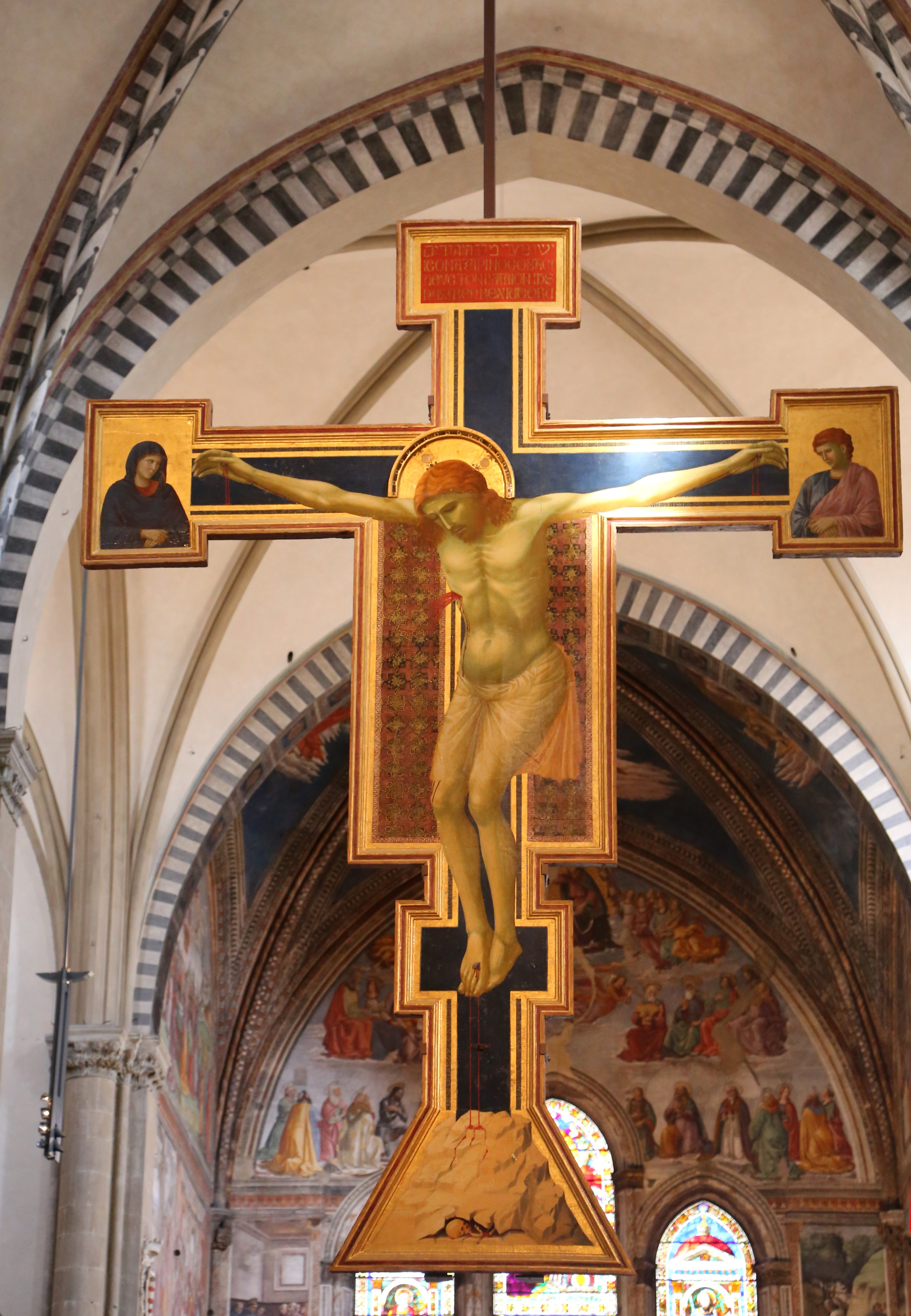
Crucifijo de Santa Maria Novella, de Giotto.

La obra se caracteriza por un atento estudio de la anatomia y de las proporciones, con un resultado centrado en lo esencial inspirado en la Antigüedad, que exalta la dignidad sublime y la armonía de la obra. En comparación con la obra de Donatello es más idealizada y mesurada; la perfección matemática de sus formas pretende reflejar la perfección divina del sujeto. Los brazos abiertos miden lo mismo que la altura de la figura, la arista de la nariz en el rostro apunta al baricentro del ombligo, etc. El cuerpo se modela a partir del estudio de un desnudo, de hecho no presenta el perizoma, que se adjunta aparte con una tela. Brunelleschi habría sido el primero en definir esta práctica, poco común en los talleres fiorentinos del siglo XV. 
Al modelo giottesco Brunelleschi incorpora una ligera torsión hacia la izquierda que crea más puntos de vista privilegiados y genera spazio ("genera espacio") en torno a sí, lo que induce al observador a un recorrido semicircular en torno a la figura.
Según Luciano Bellosi esta obra sería la prima opera rinascimentale della storia dell'arte ("la primera obra renacentista de la historia del arte"), punto de referencia para las siguientes de Donatello, Nanni di Banco y Masaccio.

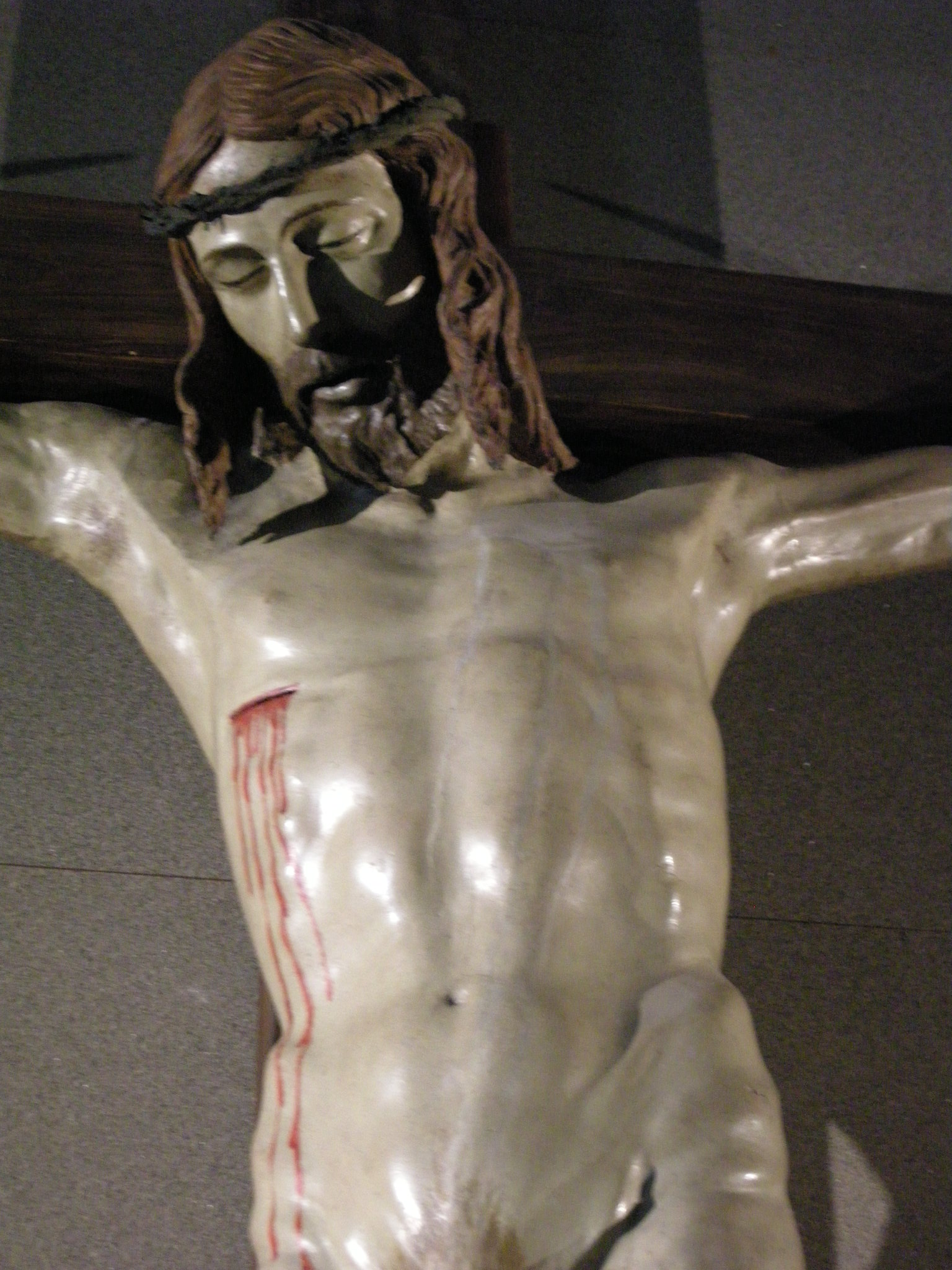
Detalle.
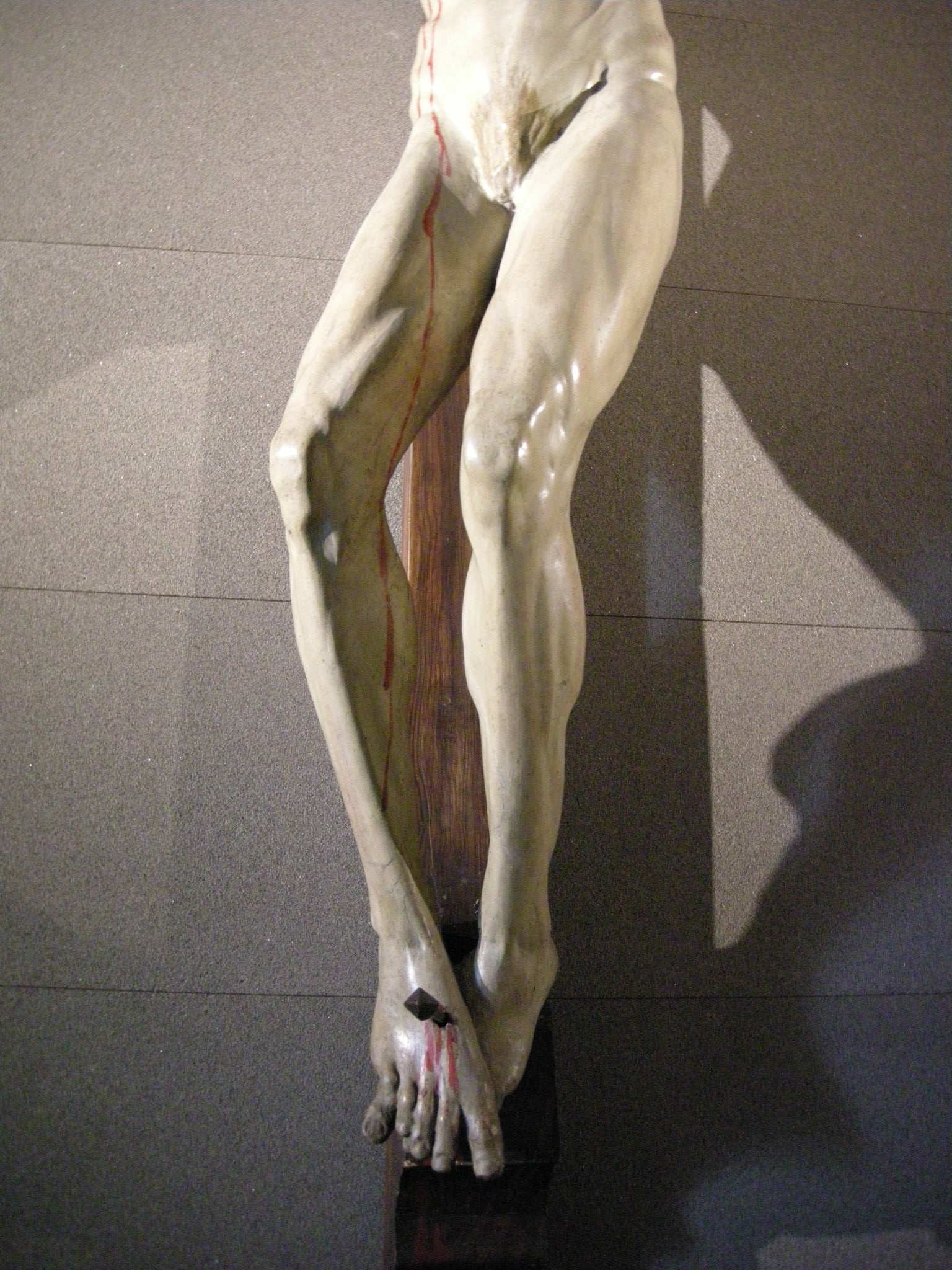
Detalle.